# Melianta
Melianta és un poble del municipi de Fontcoberta (Pla de l'Estany), desenvolupat des dels anys 60 del Segle XX, amb un gran creixement des de llavors donada la seva proximitat a Banyoles.
Concentra la major part de les infraestructures públiques del municipi (l'Ajuntament és al nucli de La Farrès, a Can Jan).
A l'oest del nucli, al límit amb el terme municipal de Serinyà, hi ha l'estany intermitent del Clot d'Espolla.
Té al seu terme una moderna capella, construïda el 1983 segons plànols de l'arquitecte Joan Moner i Riera.
A prop del Clot d'Espolla hi ha el jaciment arqueològic de Roca Foradada, que ha estat objecte de diverses campanyes d'excavació en els darrers anys.